# Мартин Макариев
Мартин Макариев e български филмов режисьор, сценарист и продуцент. Женен за актрисата Луиза Григорова.

## Филмография

### Режисьор
- Игра на доверие (2023)
- С река на сърцето (2022) – сериал
- В сърцето на машината (2022)
- Диви и щастливи (2019)
- Ускорение (2018) – сериал
- Привличане (2018)
- Под прикритие (2014 – 2016) – сериал, 8 епизода
- Вила Роза (2013)
- Дървото на живота (2013) – сериал, 3 епизода
- Пружината (2010) – късометражен филм

### Сценарист
- С река на сърцето (2022) – сериал
- В сърцето на машината (2022)
- Вила Роза (2013)